# Odensnäs

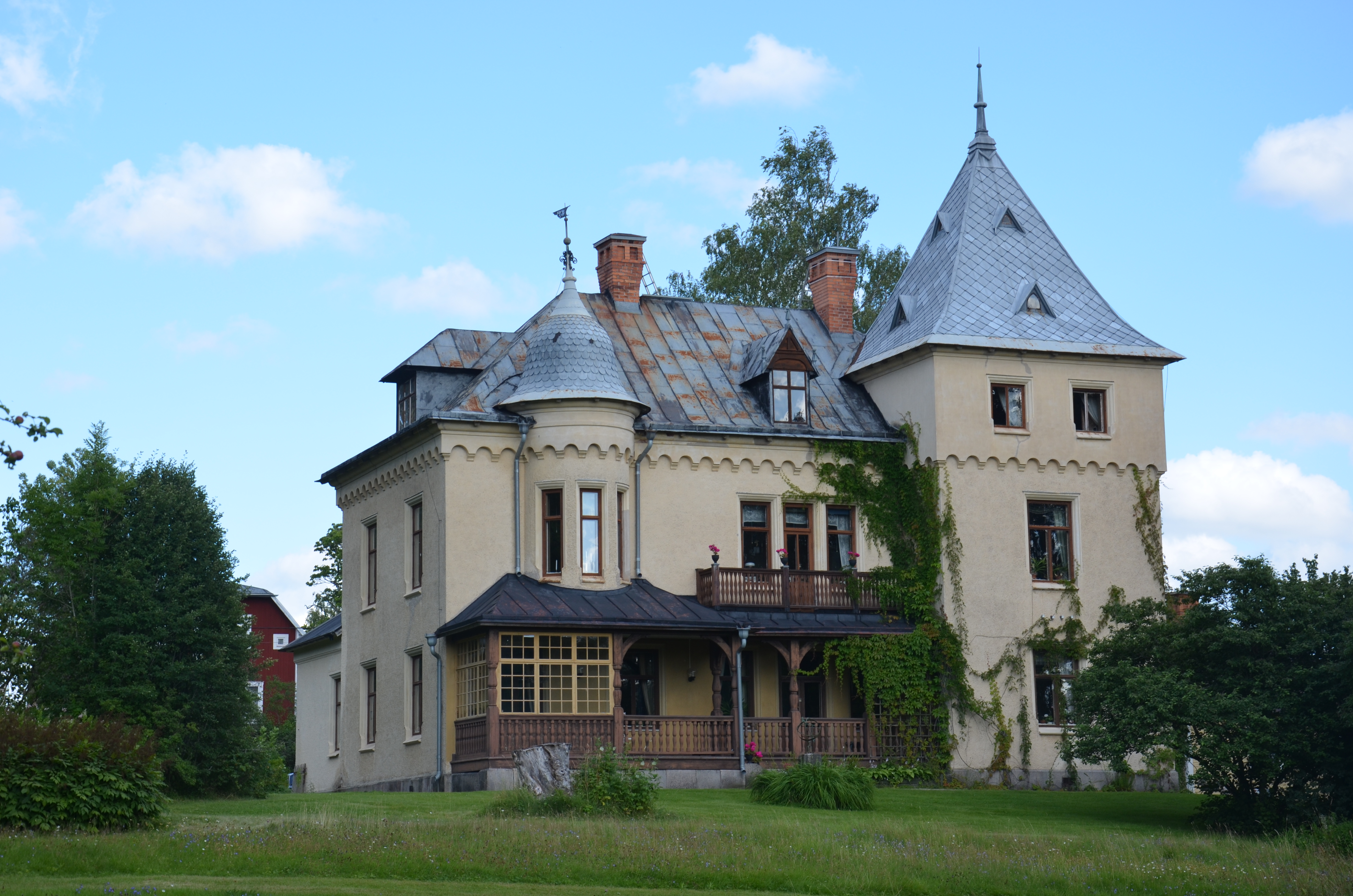
Odensnäs.

Odensnäs, även känd som Skrivargården, är ett bostadshus cirka 2 km söder om stationssamhället Ängelsberg vid sjön Åmänningens östra strand. Det byggdes 1891–1892 för brukspatronen Gustaf Thorell efter ritningar av arkitekten Isak Gustaf Clason.
Beteckningen Odensnäs förekommer första gången 1865 i affärskorrespondens och i samband med att Engelsbergs bruk gick i konkurs hamnade gården i C.E. Westlings ägarhand. Dennes dotter Anna gifte sig med Gustav Thorell. Familjen Westling har spelat en betydande roll i Engelsbergs bruks historia. Det har tidigare funnits ett jordbruk till Odensnäs liksom en stor köksträdgård.